# 懐徳県 (長春市)
懐徳県（かいとく-けん）は中華人民共和国吉林省にかつて存在した県。現在の長春市農安県北東部に相当する。
遼代に祥州の州治として設置された。金代に廃止されている。